# Bromheadia annamensis
Bromheadia annamensis är en orkidéart som beskrevs av Leonid Vladimirovitj Averjanov och Averyanova. Bromheadia annamensis ingår i släktet Bromheadia och familjen orkidéer.
Artens utbredningsområde är Vietnam. Inga underarter finns listade i Catalogue of Life.